# Ванда Ляндовска
Ван̀да Ляндо̀вска (на полски: Wanda Landowska; 5 юли 1877 – 16 август 1959 г., Лейквил) е полска пианистка, клавесинистка, композиторка.

## Биография
Започва да учи пиано едва на 4 години. Завършва Варшавската консерватория през 1891 г. Там неин преподавател е Александер Михаловски. Учи композиция при Хенрик Урбан в Берлин през 1893 – 1897 г.
Свири ренесансова и барокова музика на клавесин в Париж. Създава в Берлин първия в света клас по клавесин през 1913 г. основава училище за старинна музика в Сайнт-Лю-ла-Форе през юли 1927 г.
Дава уроци по клавесин и пиано в Съединените американски щати през 1941 г. Автор е на книги, посветени на старинната музика и проблемите при изпълнението ѝ. Има връзка с френската музикантка Денийс Рестут. Умира на 80 години в Лейквил, щата Кънектикът на 16 август 1959 г.

## Памет
С решение на Международния астрономически съюз кратер на Венера е наречен Ляндовска в нейна чест.